# Nurse.Fighter.Boy
Pour plus de détails, voir Fiche technique et Distribution.
Nurse.Fighter.Boy est un film dramatique canadien réalisé par Charles Officer (en), sorti en 2008.
C'est le premier long métrage sorti dans le cadre du programme de formation du Centre canadien du film pour les cinéastes émergents depuis Siblings de David Weaver (2005).
Le film a été nommé onze fois à la 30e cérémonie des Prix Génie.

## Synopsis
Jude (Karen LeBlanc) est une mère veuve et célibataire suivant un traitement contre la drépanocytose. Tout en travaillant comme infirmière de nuit pour élever son fils Ciel, elle rencontre et entre en relation avec Silence (Clark Johnson), un boxeur sombre et en difficulté qui devient une figure paternelle pour le jeune garçon.

## Fiche technique
- Réalisation : Charles Officer (en)
- Scénario : Charles Officer (en) et Ingrid Veninger
- Photographie : Steve Cosens (en)
- Décors : Diana Abbatangelo
- Costumes : Sarah Armstrong
- Montage : James Blokland
- Musique : John Welsman (en)
- Production : Ingrid Veninger et Justine Whyte
- Société de production : Centre canadien du film, Eleven Thirteen, pUNK FILMS et Canesugar Filmworks
- Sociétés de distribution : Mongrel Media (en)
- Pays de production :  Canada
- Langue originale : Anglais
- Format : Couleur - Son : Dolby Digital - 1,85:1
- Genre : Drame
- Durée : 93 minutes
- Date de sortie :  Canada : 8 septembre 2008

## Distribution
- Clark Johnson : Silence
- Karen LeBlanc : Jude
- Daniyah Ysrayl : Ciel
- Walter Borden : Horace
- David Collins : Yardie
- Chris Johnson : Crocker
- Ndidi Onukwulu : Ruth
- Samantha Somer Wilson : Hannah
- Elizabeth Saunders : Eva
- Martin Villafana : Roy
- Araya Mengesha : Kandae
- Tahliel Hawthorne : Aria
- Michael Derek McWilliams : Rudy
- Jaccob Bodanis-Rhule : Saul
- Salvatore Scozzari : Junior
- Dennis Mirkovic : Otis
- Jacob Switzer : Jacob
- Miles Seward : Shawn
- Paul Sun-Hyung Lee : Dr. Chin
- Shomari Downer : Benson Lewis
- Paul Kitsos : Arbitre
- Kim Roberts : Interne
- Zolt Daranyi Jr. : Boxer Exodus #1
- Richard Escudero : Boxer Exodus #2
- Kainen Corridan-Khan : Boxer Exodus #3
- Ionie Officer : Vieille femme #1
- Thelma C. Thompson : Vieille femme #2
- Lurline Lucas : Vieille femme #3

## Distinctions

### Récompenses
- 2009 : Festival international du film de Mannheim-Heidelberg : 
  - Les recommandations du jury des propriétaires de salles de cinéma pour Charles Officer (en) ;
  - Prix de Mannheim-Heidelberg du Public pour Charles Officer (en).

- 2010 : Prix Génie : 
  - Meilleure chanson pour "Oh Love" de John Welsman (en) et Cherie Camp (en)